# Ginástica rítmica nos Jogos Europeus de 2015 - Arco
A competição do arco foi um dos eventos da ginástica rítmica nos Jogos Europeus de 2015, em Baku, no Azerbaijão. Foi disputada na Arena Nacional de Ginástica no dia 21 de junho.

## Calendário
Horário de verão do Azerbaijão (UTC+5).
| Data        | Horário | Fase  |
| ----------- | ------- | ----- |
| 21 de junho | 14:30   | Final |

## Medalhistas
| Ouro   | RUS Margarita Mamun    |
| Prata  | BLR Melitina Staniouta |
| Bronze | ISR Neta Rivkin        |

## Resultado final
O resultado final foi o seguinte. 
| Posição           | Ginastas               | Dif.  | Exe.  | Pen. | Total  |
| ----------------- | ---------------------- | ----- | ----- | ---- | ------ |
| Medalha de ouro   | RUS Margarita Mamun    | 9.350 | 9.500 |      | 18.850 |
| Medalha de prata  | BLR Melitina Staniouta | 9.200 | 9.30  |      | 18.500 |
| Medalha de bronze | ISR Neta Rivkin        | 8.950 | 9.200 |      | 18.150 |
| 4                 | GEO Salome Pazhava     | 8.850 | 9.200 |      | 18.050 |
| 5                 | AZE Marina Durunda     | 8.800 | 9.000 |      | 17.800 |
| 6                 | UKR Ganna Rizatdinova  | 7.400 | 8.550 | 0.05 | 15.900 |